# Walter Hojsa
Walter Hojsa (* 13. Mai 1924 in Brigittenau; † 22. Dezember 2019) war ein Wiener Volksmusiksänger, Multiinstrumentalist und Songschreiber.

## Leben
Hojsa wuchs als achtes Kind einer Arbeiterfamilie in Brigittenau auf. Mit 14 Jahren erlernte er das Akkordeonspiel. Er lernte Maschinenschlosser und begann in seiner Freizeit zusammen mit seinem Bruder Franz Hojsa in den 1950ern als Hojsa-Buam aufzutreten. Höhepunkt der Karriere des Duos war ein Auftritt bei den Olympischen Winterspielen 1964 in Innsbruck, unter anderem für den Schah von Persien. Von 1966 bis 1970 traten die Hojsa-Buam im Grinzinger Reblaus in München-Schwabing für Thomas Hörbiger auf. 1970 kehrte Walter Hojsa nach Wien zurück und trat zunächst als Alleinunterhalter auf. Anschließend ersetzte er bei den Drei Spitzbuben Helmut Reinberger als Bassisten. Das Trio löste sich kurz darauf auf. Hojsa gründete mit Toni Strobl und Ferdi Reithofer daraufhin Die Altspatzen.
Anfang der 1980er trennte sich auch dieses Trio. Hojsa fand mit Kurt Schaffer einen Partner, mit dem er jahrelang als Duo Hojsa-Schaffer bildete. Auch im hohen Alter trat er gelegentlich noch mit seinem Sohn Thomas Hojsa auf. Für seine Verdienste um die Stadt Wien wurde ihm kurz nach seinem 90. Geburtstag der Goldene Rathausmann verliehen. Er wurde am Jedleseer Friedhof bestattet.

## Als Songschreiber
Ab Mitte der 1960er komponierte und textete Hojsa im Bereich Volksmusik. Zu seinen bekanntesten Hits zählen Meine Freunderln und Bekannten (1968), Ich höre so gerne die Lieder aus Wien, Vielleicht gibts im Himmel ein Wiener Café, Müsst i' mei' Leb'n no amol leb'n  (1980), A fescher Pensionist (1984), Es ist schön, mit an Freund alt zu werd'n (1993) und Die oide Hütt'n.

## Diskografie
- 1984: Walter Hojsa singt und spielt  was nutzt a Weanerliad?
- 1994: A Weana Musikant
- 2010: Hojsa, des schaff ma! (Kompilation zusammen mit Kurt Schaffer)